# Ejido Viejo
Ejido Viejo es una localidad del estado mexicano de Guerrero. Es parte del municipio de Coyuca de Benítez.

## Demografía
| Gráfica de evolución demográfica |
|                                  |

| Censo | Población |
| ----- | --------- |
| 1900  | 366       |
| 1910  | 319       |
| 1921  | 299       |
| 1930  | 221       |
| 1940  | 322       |
| 1950  | 310       |
| 1960  | 457       |
| 1970  | 801       |
| 1980  | 931       |
| 1990  | 770       |
| 2000  | 1 097     |
| 2010  | 1 313     |
| 2020  | 1 334     |